# Fediguth
Phediguth (en népalais : फेदीगुठ) est un comité de développement villageois du Népal situé dans le district d'Okhaldhunga. Au recensement de 2011, il comptait 3 637 habitants.